# Echiochilon persicum
Echiochilon persicum là loài thực vật có hoa trong họ Mồ hôi. Loài này được (Burm.f.) I.M.Johnst. mô tả khoa học đầu tiên năm 1957.